# Bethlen Mihály
Bethleni Bethlen Mihály (Betlenszentmiklós, 1673. július 18. – Brassó, 1706 második fele) főispán, huszti főkapitány.

## Életrajza
Bethlen Miklós kancellár fia. Feltehetőleg a nagyenyedi kollégiumban tanult. 1691–1695 között a frankfurti és franekeri egyetemeken tanult, majd Németországban, Hollandiában, Svédországban, Dániában, Angliában, Belgiumban, Svájcban, Itáliában, Ausztriában és Lengyelországban tett utazást, melyet naplójában örökített meg. Apja lemondásával 1702-ben máramarosi főispán és Huszt főkapitánya lett. A Rákóczi-féle szabadságharc elől Brassóba húzódott.
Az Országos Széchényi Könyvtárban található kéziratos útinapló Jankovics József gondozásában és jegyzeteivel modern kiadásban is megjelent (Budapest: Magyar Helikon, 1981).

## Művei
- Bethlen Mihály útinaplója. 1691–1695; sajtó alá rend., utószó Jankovics József, latin szövegford., jegyz. Kulcsár Péter; Magyar Helikon, Bp., 1981 (Bibliotheca historica)